# Diaphananthe brevifolia
Espèce
Synonymes
- Diaphananthe brevifolia (Summerh.) Summerh.[2]

Diaphananthe brevifolia est une espèce de plantes à fleurs de la famille des Orchidaceae et du genre Diaphananthe. C'est une orchidée endémique de l'île de Sao Tomé.